# Butterfly 3000
Butterfly 3000 osamnaesti je studijski album australskog rock-sastava King Gizzard & the Lizard Wizard. Objavljen je 11. lipnja 2021. Prvi je uradak skupine koji nije objavila diskografska kuća Flightless; umjesto nje objavio ga je KGLW, diskografska kuća kojom upravljaju sami članovi sastava. Drugi je studijski album grupe objavljen 2021., izdan četiri mjeseca nakon albuma L.W. Skupina je za pjesme rekla da su „melodične” i „psihodelične”, a omot albuma nazvala je „razrokim autostereogramom”.

## Snimanje
Dana 19. ožujka 2021. sastav je objavio bootleg-album Live in Melbourne '21 s pjesmama snimljenim na turneji i 13. izdanje biltena „Gizzymail”. U tom je biltenu izjavio: „Baš se zabavljamo pripremajući NOVE STVARI u studiju. Jedva ih čekamo podijeliti s vama.” Time su potvrdili da rade na novom albumu.
Snimljen za pandemije koronavirusa, album je počeo nastajati dok su članovi grupe snimali instrumentalne interludije za koncertni album Chunky Shrapnel iz 2020.: „Napisali smo nekoliko pjesama u duru i znali smo da se ne bi uklopile na Chunky Shrapnel, na kojem smo tada radili. Imali smo pjesmu 'Dreams', synthpop-stvar koja mu očito nije odgovarala. Igrom slučaja snimili smo pjesmu za koju se činilo da treba biti na svojem projektu. Tako su nakon nje nastale i 'Shangai', 'Black Hot Soup' i 'Ya Love'; činilo nam se da imamo dovoljno pjesama za početak novog albuma i da trebamo podrobnije istražiti taj koncept.” Na početku rada na albumu skupina je planirala snimiti nastavak albuma Polygondwanaland iz 2017., no napustila je taj plan kad su se pjesme počele stilski razlikovati od tog albuma.
Minty, kći Stua Mackenzieja, rođena je tijekom rada na albumu i tako je utjecala na svjetonazor svojega oca: „Prije Mintyjina rođenja osjećao sam se kao da sam u čahuri. Leptir je tako prekrasno jednostavno, metaforično stvorenje čiji je životni ciklus bizaran i zanimljiv. To je bio glavni motiv za cijeli album. I pokušali smo se poslužiti njime na svakoj pjesmi.”
Dana 11. svibnja članovi skupine izjavili su da će njihov idući album Butterfly 3000 biti objavljen 11. lipnja i da njegovoj objavi neće prethoditi singlovi. Matthew Ismael Ruiz na Pitchforkovim je stranicama izvijestio da će „[album] sadržavati deset pjesama, da je utemeljen na ponavljajućim snimkama modularnih sintesajzera i da je omot albuma 'razroki autostereogram' koji je izradio dugogodišnji suradnik skupine Jason Galea”.
U izjavi za tisak album je nazvan „suitom deset pjesama”, što je sugeriralo da su pjesme povezane glazbom i da svaka od njih prelazi u iduću bez rezova. U izjavi za tisak uradak je također naveden kao „[vjerojatno] njegov najhrabriji skok u nepoznato dosad”. Razni su članci u analizi izjave za tisak pretpostavili da će to biti psihodelični album dream popa i neopsihodelije nalik na uratke Animal Collectivea.

## Objava
Dana 10. lipnja skupina je najavila da počinju prednarudžbe za 11 gramofonskih inačica albuma; na svakoj od tih inačica nalazi se drukčiji jezik (standardna je inačica na engleskome, a u ograničenoj su nakladi ploče na hindskome, nizozemskome, francuskome, njemačkome, japanskome, mandarinskome, ruskome, španjolskome, tajskome i turskome). K tomu, svaki primjerak gramofonske ploče ili je u nepoznatoj boji ili je crven, žut ili plav; potonje inačice skupina je nazvala „Caterpillar Red Wax”, „Chrysalis Yellow Wax” i „Butterfly Blue Wax”. Sastav je 11. lipnja objavio uradak u digitalnoj inačici za australsko tržište, no na svim je ostalim područjima uradak objavljen neko vrijeme prije na Bandcampu.
Nikakve informacije o albumu osim prethodno spomenutih atributa i djelića glazbe od petnaest sekunda nisu bile objavljene do njegove objave; grupa nije objavila nijednu pjesmu kao singl, a za razliku od prijašnjih uradaka skupine, Butterfly 3000 nije procurio na internet. Frontmen Stu Mackenzie izjavio je da mu je to „omiljeni Gizzardov album”.

## Glazbeni spotovi
Grupa je 12. lipnja izjavila da će snimiti spot za svaku pjesmu s albuma. Dva dana poslije objavljen je spot za pjesmu „Yours”. Režirao ga je John Angus Stewart, a snimljen je na različitim lokacijama te prikazuje snimke članova sastava i pejzaža. Na početku toga spota nalazi se „upozorenje da može izazvati fotosenzitivne napadaje”. Spot za „Shanghai” objavljen je 21. lipnja, a režirala ga je i animirala Amanda Bonaiuto. Spotovi za „Dreams” i „Blue Morpho” poimence su objavljeni 28. lipnja i 6. srpnja. Oba je videozapisa režirao i animirao Jamie Wolfe. Dana 12. srpnja objavljen je spot za pjesmu „Interior People”; režirao ga je Ivan Dixon, a animiran je u Studio Showoffu.
Igrani spot za pjesmu „Catching Smoke” objavljen je 26. srpnja; u njemu članovi sastava i dodatni plesači nastupaju u odijelima i različitim složenim kostimima. Stu Mackenzie često se pojavljuje u kadrovima; na početku je u čahuri, a na kraju se preobražava u leptira, tj. nosi velika stilizirana krila i antene. Scenarij za spot napisao je njegov redatelj Danny Cohen, a produkciju potpisuju Cohen i Tessa Mansfield-Hung. Spot za pjesmu „2.02 Killer Year” objavljen je 2. kolovoza. Režirala ga je Sophie Koko, a za trodimenzijsku animaciju prisutnu u videozapisu zaslužni su Jack Wedge i Will Freudenheim. Dana 11. kolovoza objavljen je spot za pjesmu „Black Hot Soup”; režirao ga je Guy Tyzack. U njemu su prisutne stvarne snimke i animacija, ali su u njegovoj izradi upotrebljene i digitalna i analogna tehnika za obradu videozapisa. Spotovi za „Ya Love” i „Butterfly 3000” objavljeni su zadnji; poimence su objavljeni 24. i 31. kolovoza. Oba je spota izradio Jason Galea, ali različitih su vizualnih stilova. Spotu za „Butterfly 3000” također prethodi upozorenje da može izazvati fotosenzitivne napadaje.

## Popis pjesama
| 1.    | »Yours«            | Stu Mackenzie                  | 4:35 |
| 2.    | »Shanghai«         | Mackenzie, Ambrose Kenny-Smith | 4:01 |
| 3.    | »Dreams«           | Mackenzie                      | 4:04 |
| 4.    | »Blue Morpho«      | Mackenzie                      | 3:51 |
| 5.    | »Interior People«  | Joey Walker, Mackenzie         | 5:15 |
| 6.    | »Catching Smoke«   | Mackenzie, Walker              | 6:28 |
| 7.    | »2.02 Killer Year« | Mackenzie, Kenny-Smith         | 3:19 |
| 8.    | »Black Hot Soup«   | Mackenzie                      | 5:12 |
| 9.    | »Ya Love«          | Mackenzie, Cook Craig          | 4:16 |
| 10.   | »Butterfly 3000«   | Mackenzie                      | 2:51 |
| 43:52 |                    |                                |      |

## Recenzije
| Zbirne ocjene   | Zbirne ocjene |
| Izvor           | Ocjena        |
| --------------- | ------------- |
| AnyDecentMusic? | 7,6/10        |
| Metacritic      | 81/100        |
| Recenzije       |               |
| Izvor           | Ocjena        |
| AllMusic        | [ 26 ]        |
| Clash           | 8/10          |
| Exclaim!        | 7/10          |
| Gigwise         | [ 29 ]        |
| NME             | [ 1 ]         |
| Pitchfork       | 7,5/10        |

Butterfly 3000 dobio je pozitivne kritike. Na Metacriticu, sajtu koji prikuplja ocjene recenzenata raznih publikacija i na temelju njih uratku daje prosječnu ocjenu od 0 do 100, uradak je na temelju 9 recenzija osvojio 81 bod od njih 100, što označava „sveopće priznanje”.
Tim Sendra u recenziji za AllMusic dao mu je četiri i pol zvjezdice od njih pet i zaključio je: „Butterfly 3000 djelo je skupine s milijun ideja i vještina s pomoću kojih sve te ideje funkcioniraju kao u snu. U ovom slučaju riječ je o blistavu, sretnu snu nakon kojeg se spavač budi svjež i smiren.” Brian Coney dao mu je sedam i pol boda od njih deset u recenziji za Pitchfork i napisao je: „[Taj nas album] podsjeća na to da King Gizzard dostiže vrhunac kad zaluta daleko od utabana puta. Zbilja nije mogao u bolje vrijeme objaviti svoj najkoncizniji i najbezbrižniji album.”
U recenziji za časopis Exclaim! Stephan Boissonneault dao mu je sedam bodova od njih deset izjavivši: „Butterfly 3000 možete nazvati albumom koji najmanje zvuči kao King Gizzard od svih objavljenih u njegovoj karijeri; gotovo da uopće nema distorzije ili teatralnih gitarskih rifova. U svakom je slučaju osvježavajući odmak od psihodeličnih garage-albuma koje je grupa objavljivala prethodnih nekoliko godina.” U recenziji Becky Rogers za New Musical Express dobio je tri zvjezdice od njih pet; recenzentica je izjavila: „Tom formulaičnom pristupu manjka iznenađenja; čim odslušate nekoliko pjesama, već ste ih sve čuli. Možda nas nije snašlo vruće gizz-ljeto, ali barem možemo uživati u nekoliko dodatnih odličnih pjesama.”

## Zasluge
| King Gizzard & the Lizard Wizard - Ambrose Kenny-Smith – udaraljke; vokali (na 1., 2., 6., 7., 8. i 9. pjesmi); usna harmonika (na pjesmi „Yours”); saksofon (na pjesmi „Blue Morpho”) - Michael Cavanagh – bubnjevi - Stu Mackenzie – sintesajzer; vokali (osim na pjesmi „Interior People”); melotron (osim na 5., 6., 8. i 9 pjesmi); akustična gitara (na 1., 2., 4., 6., 8. i 9. pjesmi); bas-gitara (osim na 7. i 10. pjesmi); bubnjevi (na 1., 4., 6., 9. i 10. pjesmi); klavir (na 2. i 6. pjesmi); Wurlitzer (na pjesmi „Blue Morpho”); udaraljke (na 6., 7., 8. i 10. pjesmi); miksanje (svih pjesama osim pjesme „Interior People”); produkcija - Cook Craig – sintesajzer (na 2., 6., 8., 9. i 10. pjesmi); električna gitara (na 6. i 8. pjesmi); udaraljke (na pjesmi „Black Hot Soup”); melotron (na pjesmi „Ya Love”); bas-gitara (na 9. i 10. pjesmi) - Joey Walker – akustična gitara (na 5. i 6. pjesmi); električna gitara (na 5. i 6. pjesmi); vokali (na 5. i 6. pjesmi); sintesajzer (na 5. i 6. pjesmi); klavijatura (na pjesmi „Interior People”); gudaća glazbala (na pjesmi „Catching Smoke”); miksanje (5. i 6. pjesme) | Ostalo osoblje - Joseph Carra – mastering - Jason Galea – ilustracije, fotografije, omot albuma |

## Ljestvice
| Ljestvica (2021.)        | Najviša pozicija |
| ------------------------ | ---------------- |
| Australija               | 2.               |
| Belgija (Flandrija)      | 114.             |
| SAD (Independent Albums) | 36.              |
| SAD (Top Album Sales)    | 11.              |
| SAD (Top Rock Albums)    | 48.              |

## Butterfly 3001
Dana 7. prosinca 2021. sastav je na društvenim mrežama izjavio da će 21. siječnja 2022. objaviti album remiksanih inačica pjesama s albuma Butterfly 3000 pod imenom Butterfly 3001. Na dan te najave objavili su dvije pjesme s tog albuma: dub-inačicu pjesme „Shangai” glazbenika Scientista i pjesmu „Neu Butterfly 3000” glazbenice Peaches. Točno mjesec dana poslije grupa je objavila inačicu pjesme „Black Hot Soup” DJ-a Shadowa i glazbeni spot za nju. Dana 21. siječnja cijeli je uradak objavljen na Bandcampu i platformama za streaming.

### Popis pjesama
| 1.     | »Black Hot Soup – DJ Shadow "My Own Reality" Re-Write« | 3:36  |
| 2.     | »Shanghai – The Scientist Dub«                         | 4:00  |
| 3.     | »Shanghai – Deaton Chris Anthony Remix«                | 3:32  |
| 4.     | »Dreams – Yu Su Instrumental Mix«                      | 5:14  |
| 5.     | »Blue Morpho – Donato Dozzy Remix«                     | 4:57  |
| 6.     | »Blue Morpho – VRIL Remix«                             | 4:28  |
| 7.     | »Blue Morpho – Ciel's Fluttering Dub«                  | 5:49  |
| 8.     | »Blue Morpho – ZANDOLI II Remix«                       | 3:57  |
| 9.     | »Catching Smoke – DāM-FunK Instrumental Re-Freak«      | 6:37  |
| 10.    | »Ya Love – Flaming Lips' Fascinating Haircut Re-Do«    | 2:56  |
| 11.    | »Ya Love – Geneva Jacuzzi Remix«                       | 4:28  |
| 12.    | »Ya Love – Héctor Oaks Playing w/ Fire Mix«            | 6:33  |
| 13.    | »2.02 Killer Year – Bullant's Fuck Mike Love Remix«    | 8:10  |
| 14.    | »Yours – Fred P Journey Mix«                           | 11:54 |
| 15.    | »Butterfly 3000 – Terry Tracksuit Remix«               | 2:30  |
| 16.    | »Neu Butterfly 3000 – Peaches Remix«                   | 5:44  |
| 17.    | »Catching Smoke – 4am Wack Rmx by Hieroglyphic Being«  | 11:28 |
| 18.    | »Blue Morpho – Mall Grab Remix«                        | 4:07  |
| 19.    | »Dreams – Peaking Lights Trancedellic Macrodosing Mix« | 5:25  |
| 20.    | »Interior People – Confidence Man Remix«               | 5:54  |
| 21.    | »Catching Smoke – Kaitlyn Aurelia Smith Remix«         | 2:54  |
| 114:00 |                                                        |       |

### Ljestvice
| Ljestvica (2021.)                 | Najviša pozicija |
| --------------------------------- | ---------------- |
| SAD (Top Album Sales)             | 41.              |
| SAD (Top Dance/Electronic Albums) | 6.               |